# Ștefan Ostoja al Bosniei
Ștefan Ostoja (decedat în septembrie 1418) a fost rege al Bosniei de două ori, din 1398 până în 1404 (când a fost destituit de nobilimea bosniacă) și din 1409 până în 1418 (moartea sa).

## Legături de familie
A fost membru al casei de Kotromanić, cel mai probabil fiul lui Vladislaus și fratele regelui Ștefan Tvrtko I. Când a murit Marele Duce Hrvoje Vukčić Hrvatinić‎‎ în 1416, regele Ostoja a divorțat de prima sa soție Kujava din casa de Radenović și s-a căsătorit cu văduva lui Hrvoje, Jelena Nelipić‎‎, în anul următor. Jelena Nelipčić era sora prințului Ivan al III-lea Nelipac din familia nobilă croată Nelipić (Nelipac). În acest fel, Ostoja a moștenit majoritatea pământurilor ducelui Hrvoje.

## Ridicare la putere
Ostoja a fost adus la putere de forțele lui Hrvoje Vukčić (Banul Croației, Marele Duce al Bosniei și herzog sau duce al Splitului), care a înlăturat-o de la putere pe regina Jelena Gruba în aprilie 1398. În 1403, el s-a alăturat regelui Ladislau de Napoli în luptele sale împotriva regelui maghiar Sigismund, care avea autoritate asupra Bosniei în aceea perioadă. Regele Ostoja a condus un război împotriva Republicii de la Dubrovnik (Ragusa), care era un stat vasal maghiarilor în acel an. În 1404, puternica nobilime bosniacă sub conducerea lui Hrvoje Vukčić l-a înlocuit pe Ostoja cu fratele său Tvrtko al II-lea deranjați de opiniile sale pro-maghiare. Ostoja  a fost nevoit să fugă în Ungaria, după un stanak în Mile, Visoko (o adunare a nobililor).
În 1408, regele maghiar Sigismund a reușit să învingă nobilimea bosniacă și pe regele Ștefan Tvrtko al II-lea și l-a repus pe Ostoja pe tronul bosniac în 1409. Regele Ștefan Ostoja și-a încheiat astfel conflictul de un deceniu cu maghiarii, recunoscând suzeranitatea coroanei maghiare. În 1412, Ostoja a vizitat tronul maghiar din Buda împreună cu restul nobilimii bosniace și sârbe, printre care s-a aflat și despotul sârb Stefan Lazarević (Ștefan Lazarevici).
Regele Ștefan Ostoja a murit în septembrie 1418, iar fiul său din căsătoria cu Kujava Radinović, Ștefan Ostojic, a fost ales rege al Bosniei.
Rămășițele a trei persoane au fost descoperite într-un mic mormânt din capela Bobovac în timpul săpăturilor arheologice din anii 1960, aparent reîngropate acolo în timpul domniei lui Tvrtko al II-lea. Se crede că aparțin reginei Kujava Radinović, fostului ei soț  Ștefan Ostoja și fiului ei Ștefan Ostojić.